# 大安镇 (济宁市)
大安镇，是中华人民共和国山東省济宁市兖州区下辖的一个乡镇级行政单位。

## 行政区划
大安镇下辖以下地区：
山拖社区、大安村、罗屯村、小安村、廿里铺村、西葛村、唐营村、李村村、二郎庙村、三官庙村、西北店村、张楼村、前邢村、后邢村、前道义村、后道义村、张坡村、夏村村、牛屯村、辛北庄村、张陈村、夏庙村、穆庙村、武村村、牟屯村、坊里村、大徐村、五炉村、尹村村、官路口村、王村村、张村村、韩村村、刘村村、周楼村、曹洼村、大胡村、前吴村、小徐村、宋庙村、闫村村、唐庄村、石马村、周家村、红庙村、徐村村、五圣堂村、七里铺村、安邱府村、范林村、栗园村、谭村村、蒿厂村、安庙村、史庄村、裴院村、高家庙村、前谷村、后谷村、房庄村、邓村村、两分店村、杨家村、黄庙村、东葛村、房院村、前白村、后白村、白店村、龙湾店村、高村村、前官村、后官村、东垛村、西垛村、前盛村、后盛村、大洼村、朱屯村、柳庙村、楚洼村、高庙村、宋村村、朝阳村、董村村、大南铺村、山拖农场村和煤机厂类似社区。

## 人口
2010年中国第六次人口普查时，大安镇共有人口83853人。共有家庭25348户，平均每户3.26人。14岁以下的少年儿童共12819人，占总人口15.28%；15-64岁人口共62075人，占总人口74.02%；65岁及以上的老年人共8959人，占总人口的10.68%。男性共计42183人，占总人口50.30%；女性共计41670人，占总人口49.69%。本地居住的人口中，拥有本地户籍的人口为76114人，占90.77%。